# Conchita de Moraes
María de la Concepción Álvarez Bernard, conocida como Conchita de Moraes (Santiago de Cuba, 27 de septiembre de 1885 — Río de Janeiro, 9 de octubre de 1962), fue una actriz cubana radicada en Brasil. Era madre de la actriz Dulcina de Moraes.

## Filmografía
| Año  | Título                  | Papel           |
| ---- | ----------------------- | --------------- |
| 1941 | 24 Horas de Sonho       | Camareira       |
| 1940 | Pureza                  | Felismina       |
| 1937 | O Bobo do Rei           | Madame Larousse |
| 1937 | El Grito de la Mocidade | [ 4 ]           |
| 1937 | Bombonzinho             | [ 5 ]           |
| 1936 | Bonequinha de Seda      | Madame Valle    |
| 1913 | Amor de Perdição        | [ 7 ]           |